# Boiga ranawanei
Boiga ranawanei är en ormart som beskrevs av Samarawickrama, Samarawickrama, Wijesena och Orlov 2005. Boiga ranawanei ingår i släktet Boiga och familjen snokar. Inga underarter finns listade.
Arten hittades vid två ställen i centrala Sri Lanka. Fyndplatserna ligger 520 respektive 640 meter över havet. I området förekommer skogar, odlingsmark för kaffebuskar och trädgårdar.
Arten godkänns inte av The Reptile Database. Taxonet listas där som synonym till Boiga beddomei.
Troligtvis dör flera exemplar när kaffebuskarna skördas. Andra hot är bränder och föroreningar. IUCN kategoriserar arten globalt som otillräckligt studerad.